# Roadkill (téléfilm)
Série Maneater
Ferocious Planet
(9 avril 2011)
Pour plus de détails, voir Fiche technique et Distribution.
Roadkill est un téléfilm d'horreur américano-irlandais réalisé par Johannes Roberts et diffusé le 23 avril 2011 sur Syfy, mettant en vedette l'actrice britannique Kacey Barnfield. Il s'agit du vingt-cinquième et dernier film de la collection Maneater series sur Syfy.

## Synopsis
Durant un road trip en Irlande, six jeunes amis se retrouvent maudits par des gitans pour avoir accidentellement renversé une femme et criminellement dissimulé le corps en mer. La juste malédiction prend la forme d'une bête terrifiante qui n'a aucun autre but que de les massacrer...

## Fiche technique
- Titre original et français : Roadkill
- Réalisation : Johannes Roberts
- Scénario : Rick Suvalle et Andrew Rangel
- Production : Adrian Sturges, Alan Moloney, Susan Holmes, Mary Callery, Mark Grenside, Robert Halmi Jr.
- Musique : Ray Harman
- Photographie : Peter Robertson
- Montage : Tony Kearns
- Distribution : Maureen Hughes
- Décors : Padraig O'Neill
- Costumes : Maeve Paterson
- Effets spéciaux visuels : John Kennedy
- Effets spéciaux de maquillage : Lora Mauricio et Aaron O'Sullivan
- Pays d'origine :  Irlande -  États-Unis
- Compagnies de production : Syfy - Parallel Film Productions - MNG Films - RHI Entertainment
- Compagnie de distribution : RHI Entertainment
- Format : Couleurs - 1.85:1 - Dolby Digital - 35 mm
- Genre : Horreur
- Durée : 90 minutes
- Date de sortie : 23 avril 2011 (Syfy)
- interdit aux moins de 12 ans

## Distribution
- Kacey Barnfield : Kate
- Stephen Rea : Seamus
- Eliza Bennett : Hailey
- Ned Dennehy : Luca
- Kobna Holdbrook-Smith : Tommy
- Colin Maher : Joel
- Diarmuid Noyes : Chuck
- Eve Macklin : Drina